# Людовіка Баварська
Людовіка Баварська (нім. Ludovika von Bayern), повне ім'я Марія Людовіка Вільгельміна Баварська (нім. Maria Ludovika Wilhelmine von Bayern), 30 серпня 1808 — 25 січня 1892) — баварська принцеса з династії Віттельсбахів, донька першого короля Баварії Максиміліана Йозефа та баденської принцеси Кароліни, дружина герцога Баварського Максиміліана, матір імператриці Сіссі.

## Біографія
Людовіка, яку в родині називали Луїза, народилась 30 серпня 1808 року у Мюнхені. Вона була донькою короля Баварії Максиміліана I та його другої дружини Кароліни. Мала старших сестер-близнючок: Єлизавету і Амалію Августу та Софію і Марію Анну. Невдовзі народилась молодша, Максиміліана, проте вона прожила лише десять років.
Батьки мали намір виростити дітей сучасними, незалежними людьми, не зважаючи на дотримання певних правил, які мали б виконуватися автоматично. Тож, з чотирьох років всі дівчатка мали долучатися до придворного життя, у тому числі відвідувати театр. Таким чином, знайомство з етикетом починалося з самого раннього віку. Принцеси також вивчали класичну літературу, географію та історію. Вільно розмовляли німецькою та французькою мовами.

Людовіку називали найкрасивішою з доньок короля Баварії. Батько, після смерті молодшої доньки Максиміліани у 1821, яка з дитинства вважалася нареченою Максиміліана Баварського, онука його рідної сестри Марії Анни та герцога Баварії Вільгельма, домовився про його шлюб із Людовікою. Цей союз мав на меті скріпити дружні відносини та примирити дві гілки роду Віттельсбахів. 

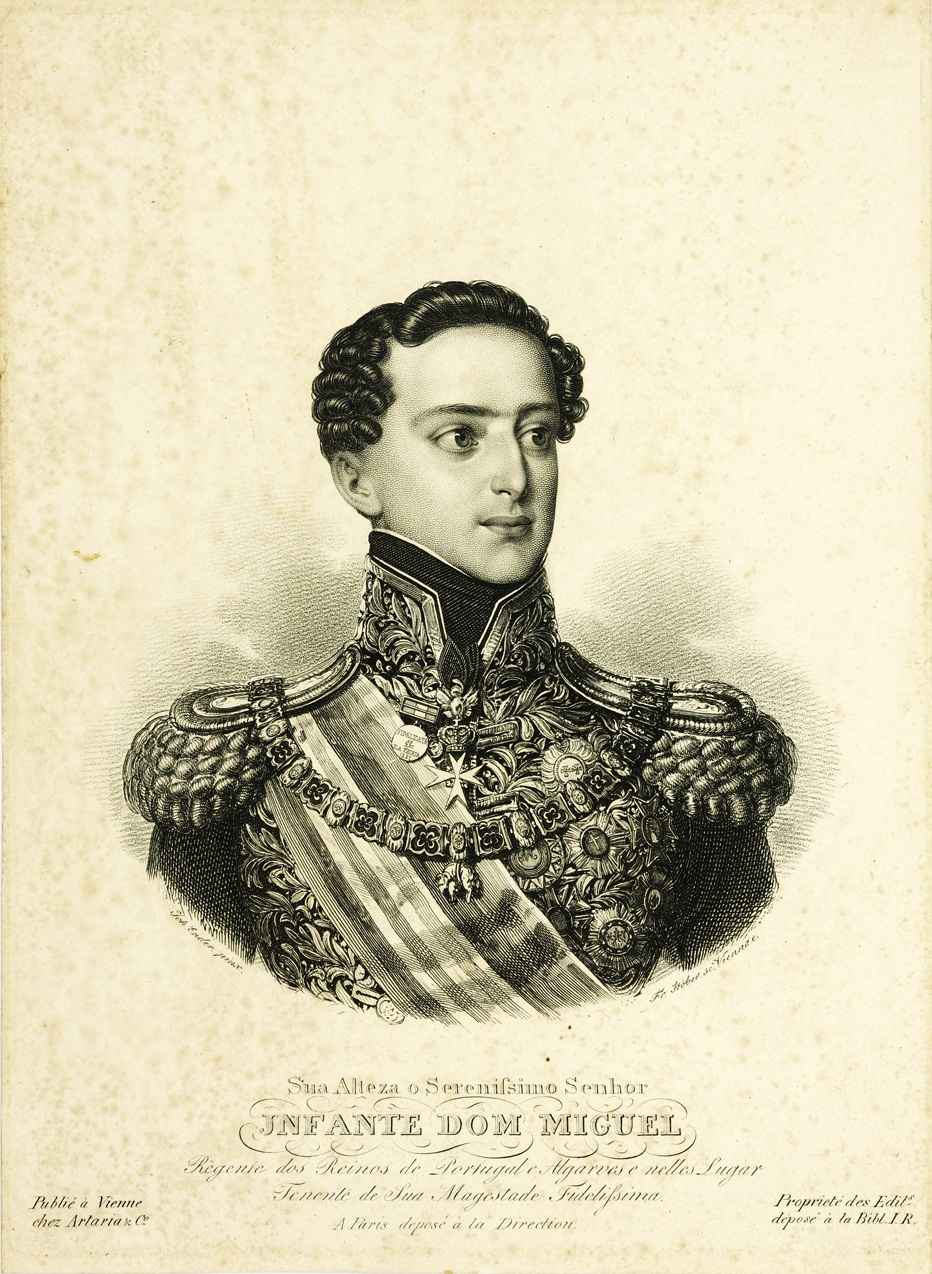
Мігел I Португальський

Проте сама Людовіка закохалась у Мігела Португальського, молодшого сина Жуана VI. У 1824 році він був висланий з країни за повстання проти батька і знайшов притулок у Відні, при дворі австрійського імператора, де провів наступні три роки. До Відня переїхала і старша сестра Людовіки, Софія, що у листопаді того ж 1824 одружилась із ерцгерцогом Францем Карлом.
Максиміліан Баварський теж був не у захваті від свого майбутнього шлюбу. Схильний до меланхолії, він мав роман із простолюдинкою і не робив із цього таємниці. На весілля із принцесою погодився виключно через повагу до діда, про що і повідомив нареченій. Однак, для короля політичні міркування і вже узгоджені домовленості були сильніше особистих схильностей дітей. До того ж він не мав наміру допустити шлюбу доньки з принцом у вигнанні, що не мав твердих перспектив.
Хоча Максиміліан Йозеф помер у жовтні 1825 року, передавши правління сину від першого шлюбу, Людвигу, заплановане весілля відбулося. Наречені були однолітками, обом того року виповнювалося 20 років. Церемонія пройшла 9 вересня 1828 року у замковій каплиці містечка Тегернзе на березі однойменного озера. Після прогулянки озером у супроводі шістдесяти суден, пара провела медовий місяць подорожуючи Баварією. У перші роки після весілля, пара відвідала Швейцарію та Італію. Після повернення герцог придбав замок Поссенгофен на березі Штарнбергер-Зее. Родина проводила там літній сезон. Взимку всі поверталися до палацу герцога Макса на Людвігштрассе у Мюнхені, спроектованому Лео фон Кленце. Хоча шлюбна ніч виявилася невдалою, до 1849 року у подружжя народилося десятеро дітей
1837 року Максиміліан став герцогом Баварським, 1845 — отримав предикат Королівська високість. Проте, жило подружжя звичайним бюргерським життям. Людовіці подобалось проводити час в сільській місцевості, на природі. Вона не цікавилась модою чи політикою. Максиміліан полюбляв носити національні костюми, грати на цитрі та спілкуватися з простими людьми і середнім класом. Виховання дітей не вирізнялося особливою релігійністю.
Характери у подружжя були різні. Людовіка мала більш тверезий та практичний погляд на життя. Максиміліан віддав перевагу мистецтвам, подорожам та вільному життю. Мав коханок та вісім позашлюбних дітей, із якими, бувало, проводив більше часу, ніж із законними. І через це мав суперечки із дружиною.
1852 року Людовіка разом із чоловіком та дітьми Карлом Теодором, Оленою та Єлизаветою здійснили мандрівку, протягом якої вони відвідали міста Больцано, Трієст та Венецію. Наступного року Єлизавета заручилася із австрійським імператором Францем Йозефом I. Побралися вони у квітні 1854.
1878 року Людовіка із чоловіком відзначили золоте весілля. Невдовзі у Максиміліана стався інсульт. Після цього відносини між подружжям стали теплішими. Останні десять років спільного життя вони прожили тихо і гармонійно.
1888 року Максиміліан пішов з життя після другого інсульту. Людовіка пережила його на чотири роки і померла 25 січня 1892 року від наслідків бронхіту в палаці герцога Макса. Біля її ліжка знаходилися всі діти, що залишалися в живих. Поховали герцогиню поруч із чоловіком в родинному склепі замку Тегернзеє.

## Родина

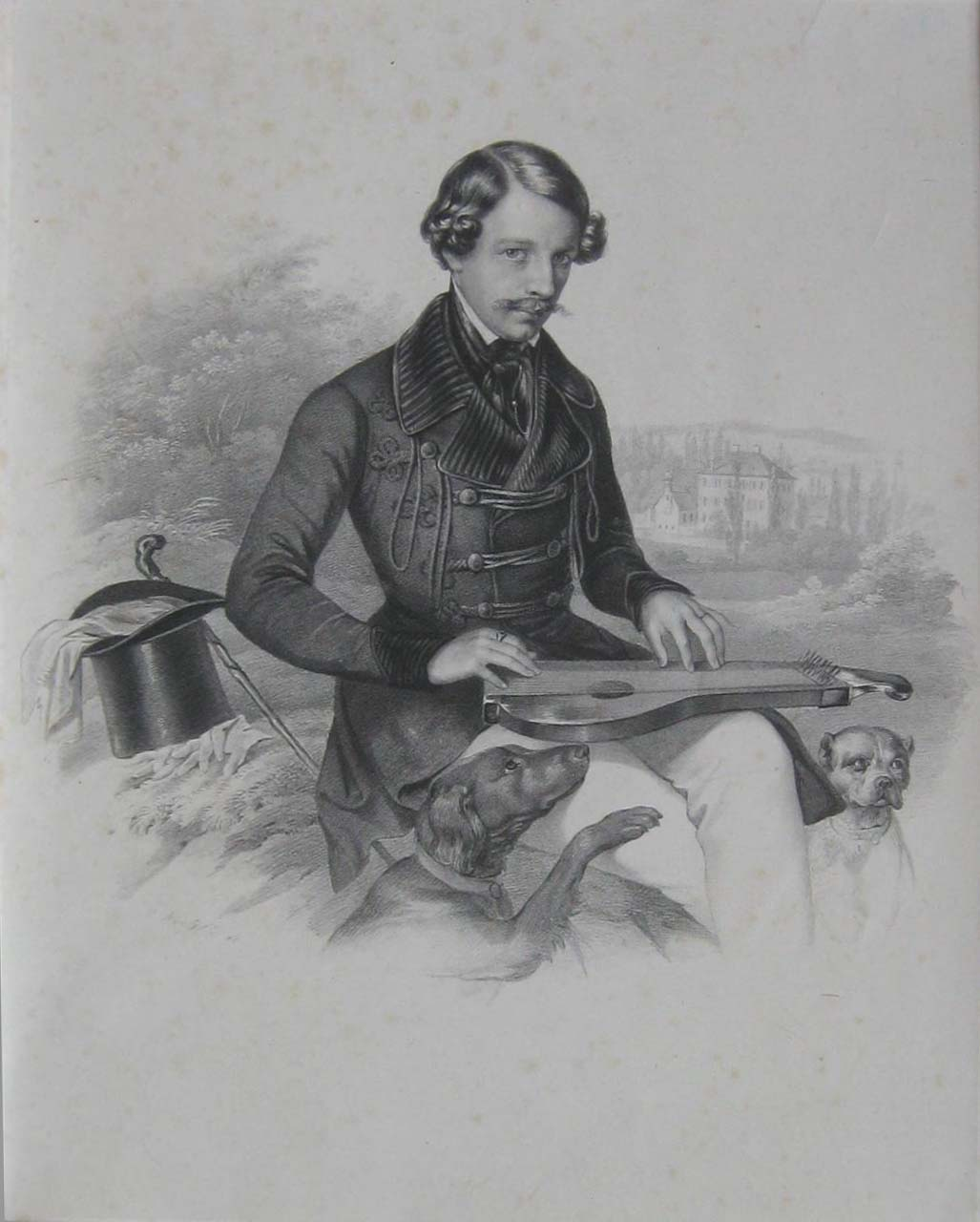
Максиміліан Баварський

Чоловік — Максиміліан Баварський
Діти:
- Людвіг Вільгельм (Луї) (1831—1920) був морганатично одружений із акторкою Генрієттою Мендель, якій було надано титул баронеси Валерзеє, згодом — також морганатично — із балериною Барбарою Антонією Барт, яка отримала титул баронеси Бартольф, мав двох дітей від першого шлюбу;
- Вільгельм Карл (1832—1833) помер немовлям;
- Олена Кароліна (Нене) (1834—1890) — дружина принца фон Турн-унд-Таксіс Максиміліана Антона Ламорала, мала четверо дітей;
- Єлизавета Амалія (Сісі) (1837—1898) — дружина імператора Австро-Угорської імперії Франца Йозефа I, мала четверо дітей;
- Карл Теодор (Гакль — Гусеня) (1839—1909) — герцог Баварський, відомий лікар-офтальмолог, був пошлюблений із Софією Саксонською, а згодом — із Марією Жозе де Браганса, мав шестеро дітей від обох шлюбів;
- Марія Софія (Маді) (1841—1925) — дружина короля Обох Сицилій Франциска II, мала єдину законну доньку і одну чи двох позашлюбних.[4]
- Матильда Людовіка (Шпатц — Горобчик) (1843—1925) — дружина принца Людовіка Бурбон-Сицилійського, графа де Трані, мала єдину доньку;
- Максиміліан (нар. та помер 8 грудня 1845) помер після народження;
- Софія Шарлотта (Соферль) (1847—1897) була заручена із королем Баварії Людвігом II, мала зв'язок із фотографом Ернстом Ханфштенглем, вийшла заміж за герцога Фердинанда Алансонського, мала сина та доньку;
- Максиміліан Емануель (Мапперль)[5] (1849—1893) був пошлюблений із Амалією Саксен-Кобург-Готською, мав трьох синів.

## Нагороди
- Орден королеви Марії Луїзи (№613)

## Вшанування пам'яті
На честь Людовіки у названі гімназія Luisengymnasium та вулиця Luisenstraße у Мюнхені.

## В мистецтві
- Має кілька кіновтілень:

1. Магда Шнайдер у трилогії «Сіссі» (1955—1962), реж. Ернст Марішка;
2. Льоля Ледякіна у теле-серіалі «Сіссі» (2004), реж. Жан-Даніель Верхак;
3. Лічія Маґлієтта у міні-серіалі «Сіссі» (2009), реж. Ксавер Шварценбергер.

- У мюзиклі «Елізабет» (1992) із музикою та лібретто Міхаеля Кунце, Софію грала Крістіна Ветштайн.